# Karel Vítězslav Mašek

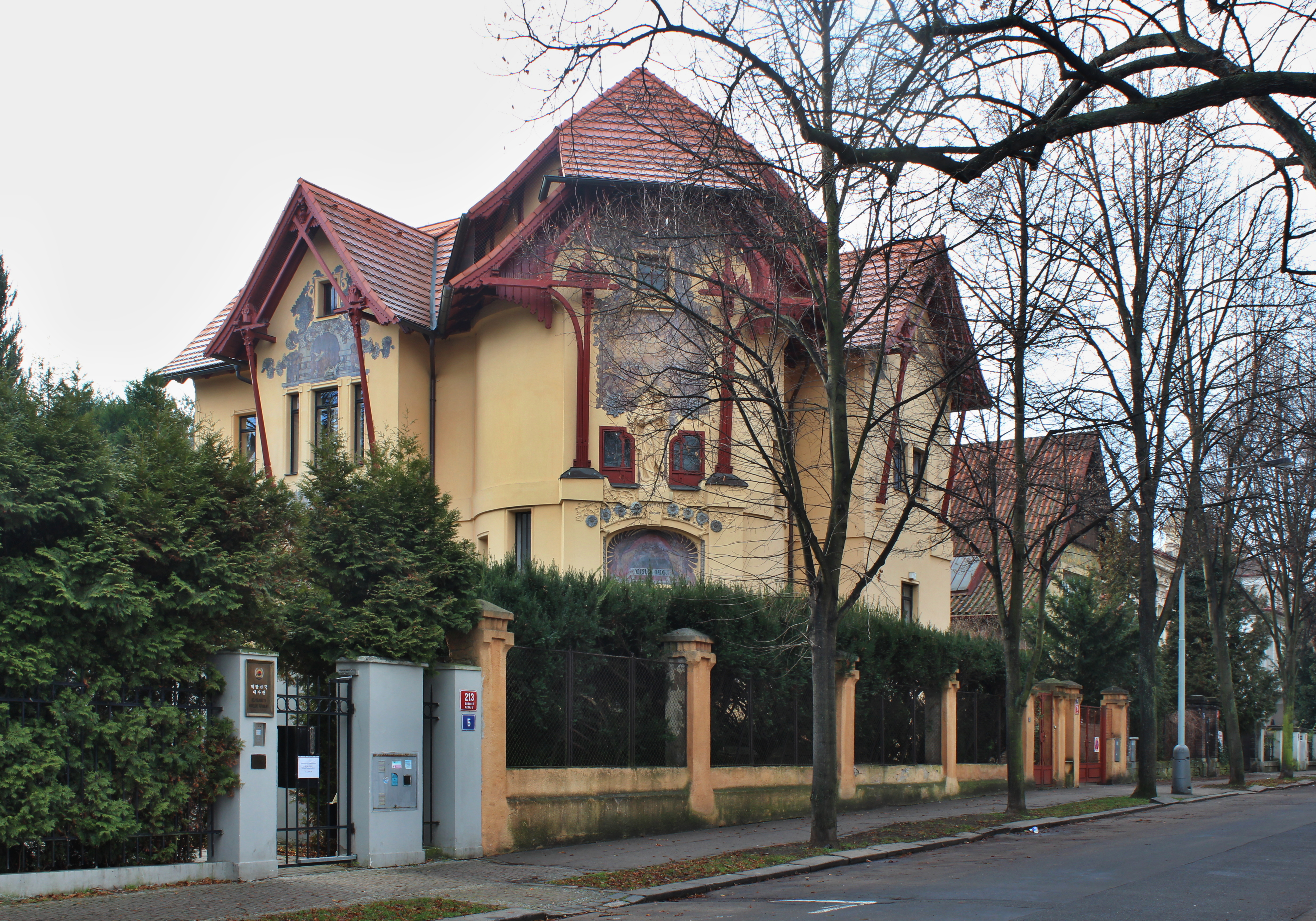
Vila K.V. Maška, postavená podle vlastního návrhu (1901)

Karel Vítězslav Mašek (1. září 1865, Točná u Prahy-Komořany – 24. července 1927, Praha) byl český malíř, architekt, ilustrátor a vysokoškolský pedagog. Patří mezi významné české představitele symbolismu a secese.

## Život
Krátce studoval na pražské Akademii. V roce 1884 odešel studovat na Akademii do Mnichova. Zde byl členem spolku českých studentů Škréta. V roce 1887 odešel spolu s Alfonsem Muchou a Františkem Dvořákem do Paříže, kde studoval na Julianově akademii u Gustave Boulangera a Julese Lefebvre. Zde se také blíže seznámil s malířskou technikou zvanou pointilismus, kterou pak využíval v některých svých dílech. V roce 1888 se vrátil zpět do Prahy. V roce 1890 se stal členem Krasoumné jednoty.
Věnoval se ilustracím a národopisným studiím. Maloval opony pro česká i slovenská divadla (Kolín, Plzeň, Náchod, Martin). V roce 1896 získal stipendium pro studijní cestu na Moravu. Od roku 1898 působil jako profesor dekorativní malby na Uměleckoprůmyslové škole v Praze. Mezi jeho žáky patřil malíř Josef Čapek nebo architekt Bohumil Waigant. Věnoval se i architektuře a urbanismu. V roce 1901 navrhl vlastní vilu včetně vybavení interiéru. Zemřel v Praze 24. července 1927.

### Rodina
15. února 1890 se v zámecké kapli v Dolních Beřkovicích oženil s Viktorií Černou z Předměřic (1866–1944). Jejich jediný syn Ing. Dr. Jaroslav Mašek (1.7.1893–1.5.1956) byl architekt, profesor ČVUT v Praze.

## Významná díla
- 1888 obraz Jaro (Píseň jarní), nyní ve sbírce Městského muzea a galerie Vodňany
- 1889 Slavnost jara, Národní galerie v Praze
- 1891 obraz Panneau décoratif, Jubilejní zemská výstava v Praze
- 1891 malovaná opona pro scénu Slovenského komorného divadla – Národný dom v Martine[7]
- 1893 obraz Libuše (La prophétesse Libuse), nyní ve sbírkách Musée d'Orsay, Paříž[8]
- 1895 obraz Pobití Sasíků pod Hrubou Skálou (jeden ze spoluautorů pod vedením Mikoláše Alše), součást dioramatu v Muzeu Českého ráje, Turnov
- 1895 výzdoba budovy bývalé Městské pojišťovny na Staroměstském náměstí čp. 932/I (spoluautor)
- 1895 opona Příchod praotce Čecha (jeden ze spoluautorů pod vedením Mikoláše Alše) pro Národopisnou výstavu českoslovanskou v Praze 1895, dnes v majetku Městského divadla v Náchodě[9]
- 1896 obraz Na rozcestí, vystaveno na výstavě Krasoumné jednoty, dnes ve sbírkách Národní galerie v Praze, kritika dílo nepřijala (Antonín Podlaha[10] , Vilém Weitenweber[11] , Karel Boromejský Mádl, Karel Hlaváček[12] ), bylo ale oceněno cenou České akademie věd a umění.

- 1896 ilustrace dvoudílného vydání Svatopluka Čecha Povídky, arabesky a humoresky, nakladatelství J. Otto.
- 1901 návrh vlastní vily včetně vnitřního zařízení, (spoluautoři: Bohumil Waigant, Antonín Waigant, Luděk Wurzl), Slavíčkova čp. 196/7, Praha 6 – Bubeneč[13][14]
- 1901 výzdoba budovy Hlavní pošty v Praze, ul. Jindřišská[15]
- 1903-1904 dvě nástěnné malby v lunetách tzv. Císařského sálu ve třetím patře Uměleckoprůmyslového musea v Praze.
- 1904–1905 nástěnné malby v kostele sv. Vavřince ve Vysokém Mýtě (spolu se svými žáky z Umělecko-průmyslové školy v Praze)
- 1906–1908 architektonický návrh nájemního domu, Pařížská čp. 131/V., Praha – Josefov[14]
- 1907 architektonický návrh nájemního domu, Lesnická čp. 1155/XVI., Praha – Smíchov[14]
- 1907–1908 architektonický návrh nájemního domu, Široká, Maiselova čp. 96/V., Praha – Josefov[14]
- 1910 architektonický návrh nájemního domu, 28. pluku čp. 575/XIII., Praha – Vršovice[14]
- 1917 – Obraz Milenci - Milenci v růžích
- 1927 – autor plánu a plastického modelu ZOO v Praze-Troji.[16]

## Galerie

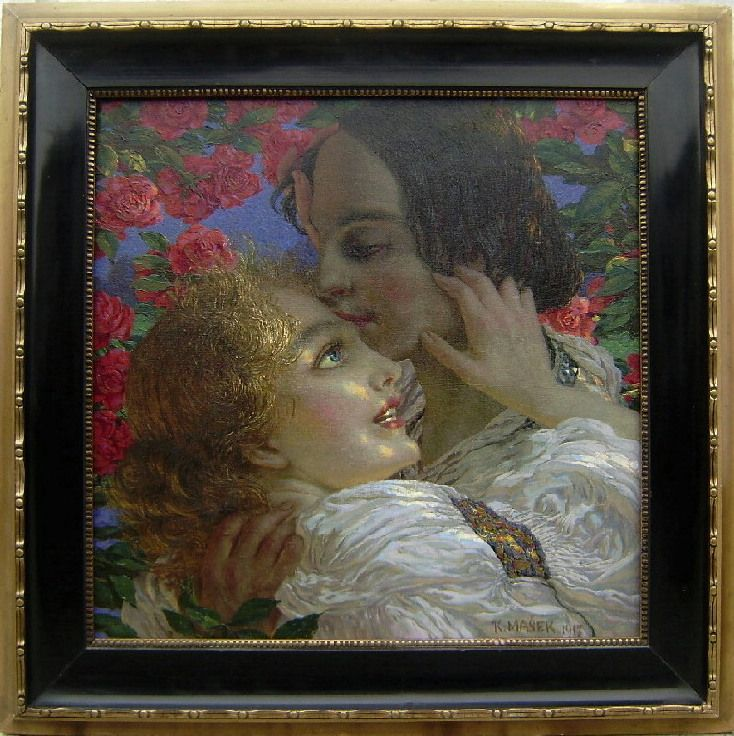
Karel Vítězslav Mašek – Milenci v růžích 1917
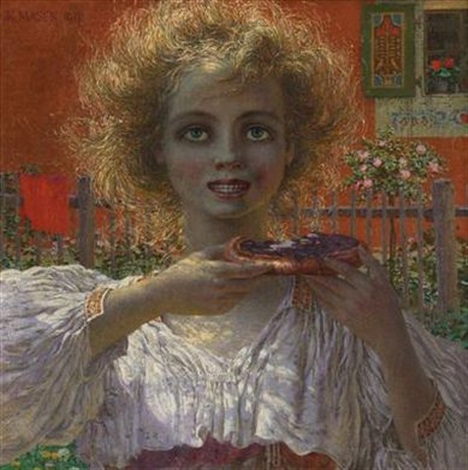
Karel Vítězslav Mašek: Dívka s koláčem (1917)
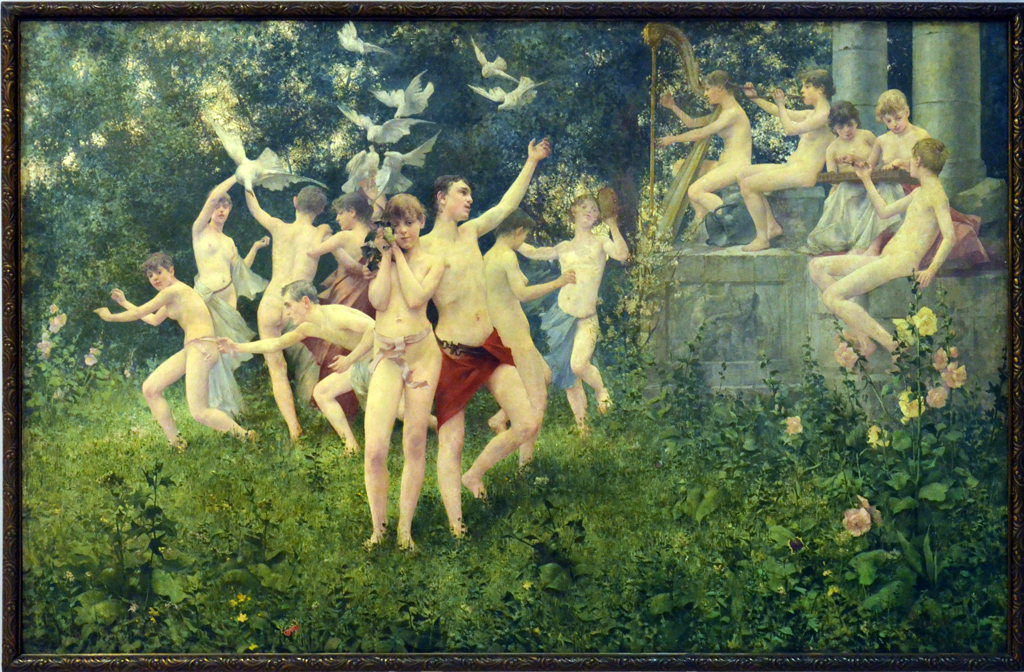
Karel Vítězslav Mašek, Slavnost jara, 1889, Národní galerie v Praze
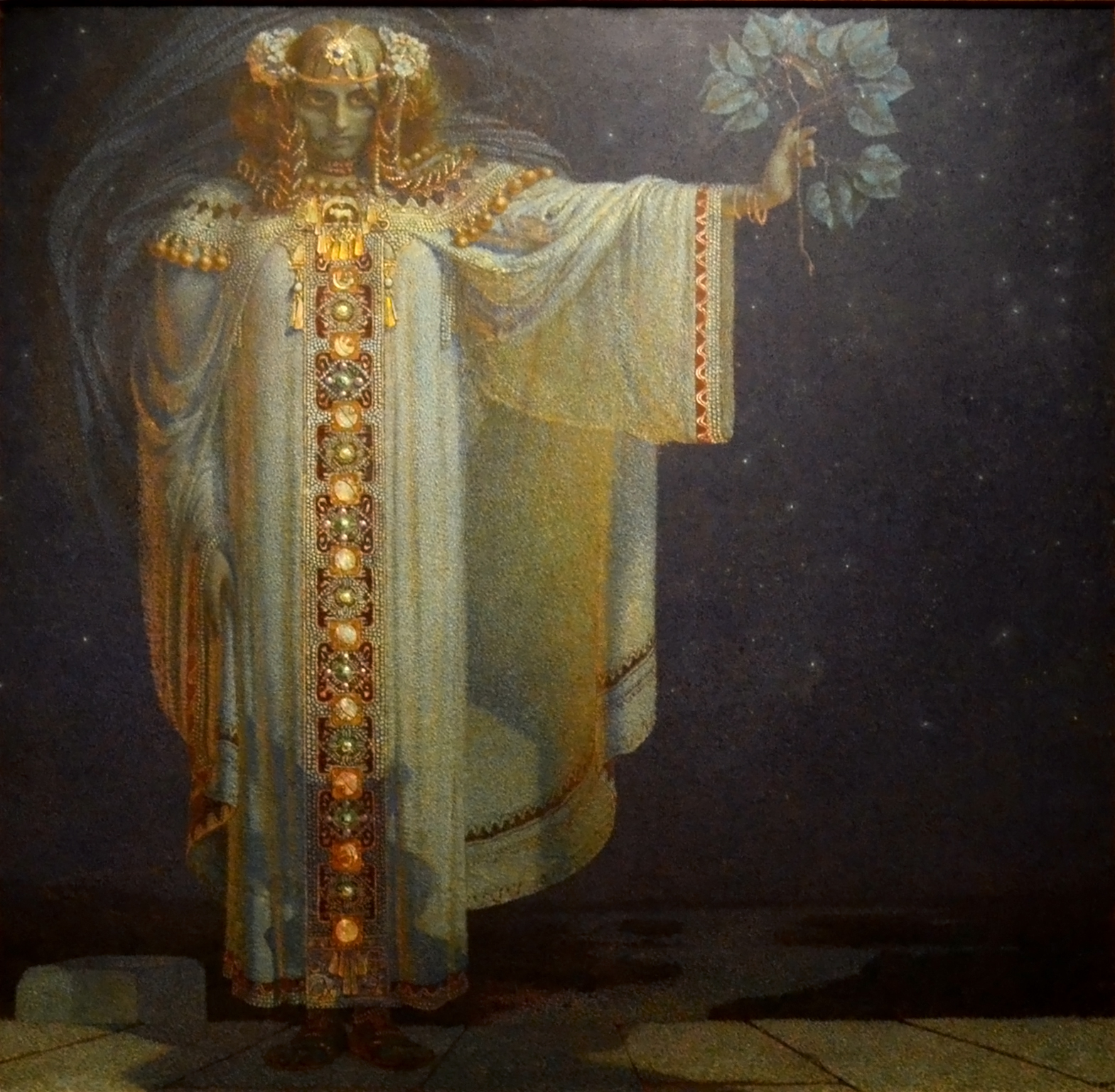
Karel Vítězslav Mašek: Libuše (1893)
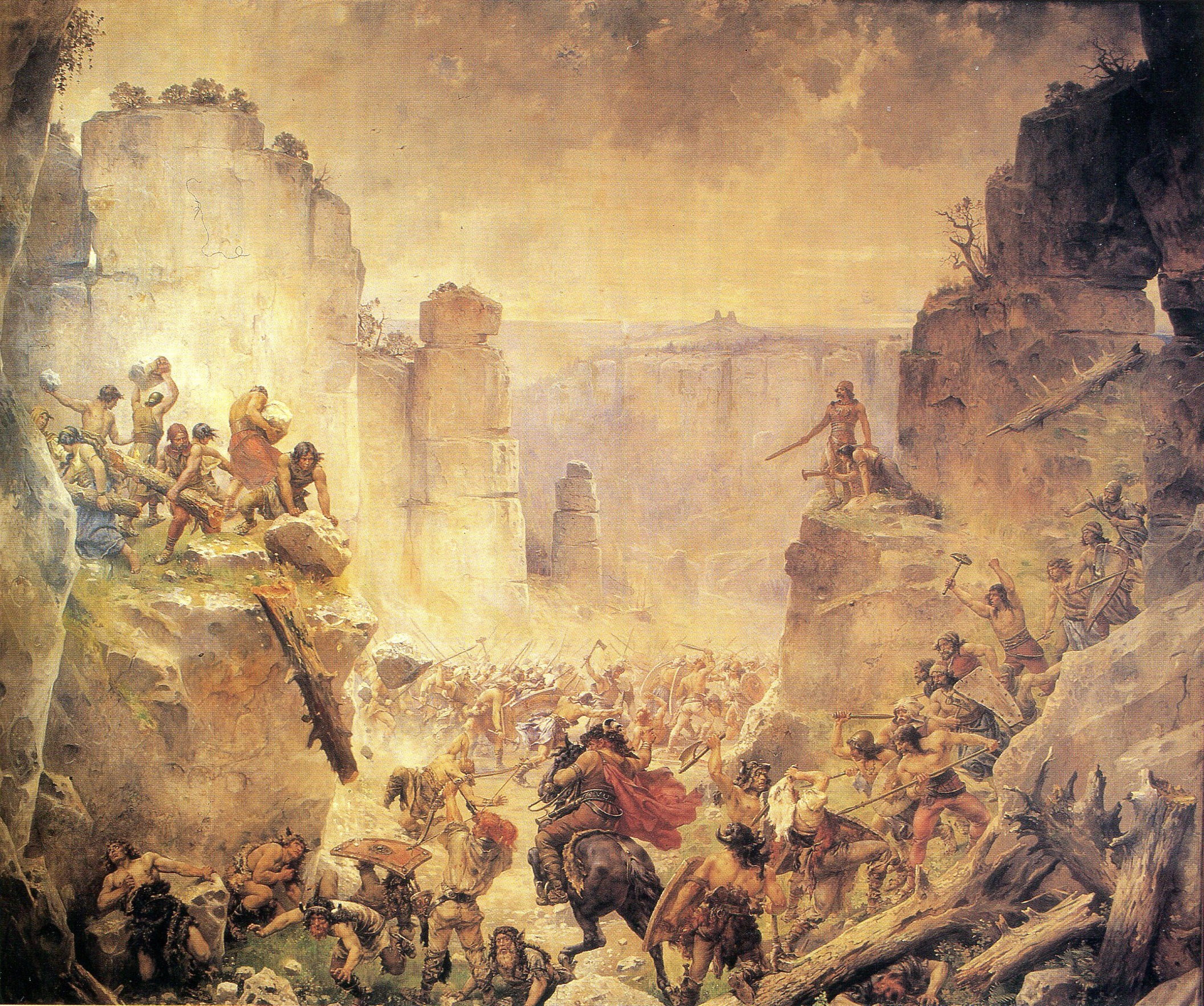
Karel Vítězslav Mašek: Pobití Sasíků pod Hrubou Skálou (1895)
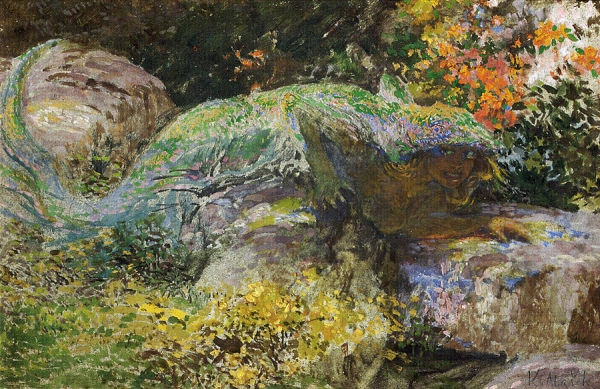
Karel Vítězslav Mašek: Ještěrka (1. polovina 90. let 19. století)
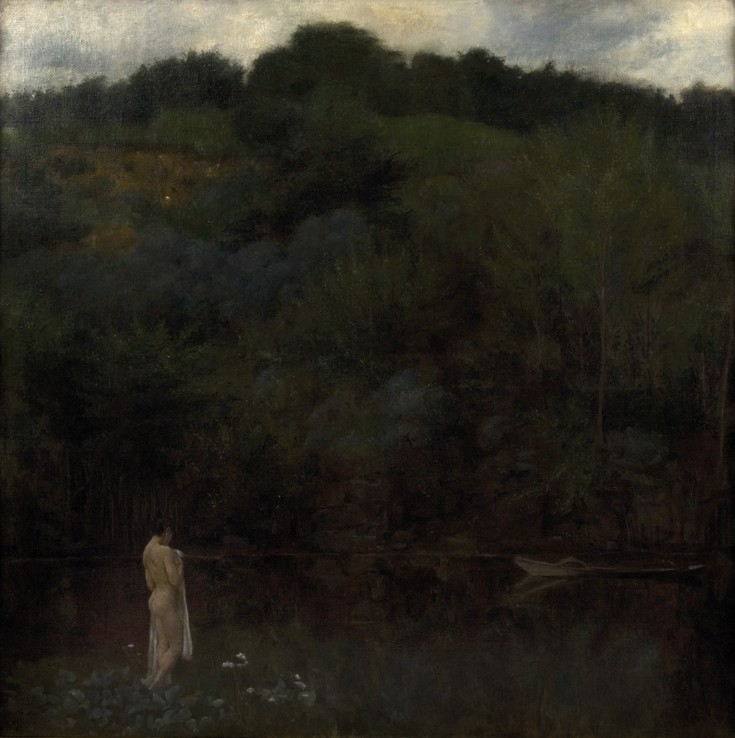
Karel Vítězslav Mašek: Dívka u jezera (1907)
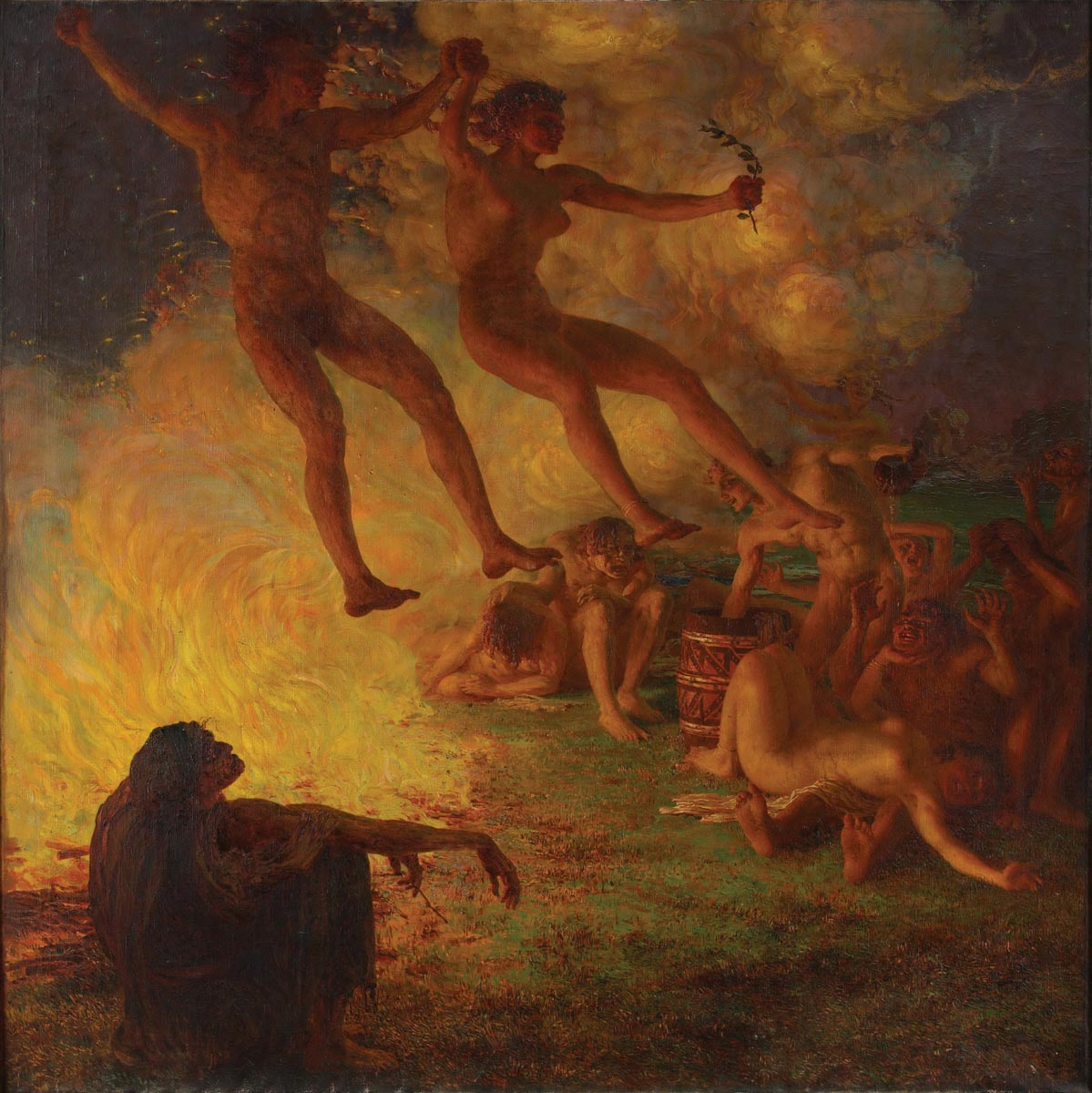
Karel Vítězslav Mašek: Kupalo (1914)
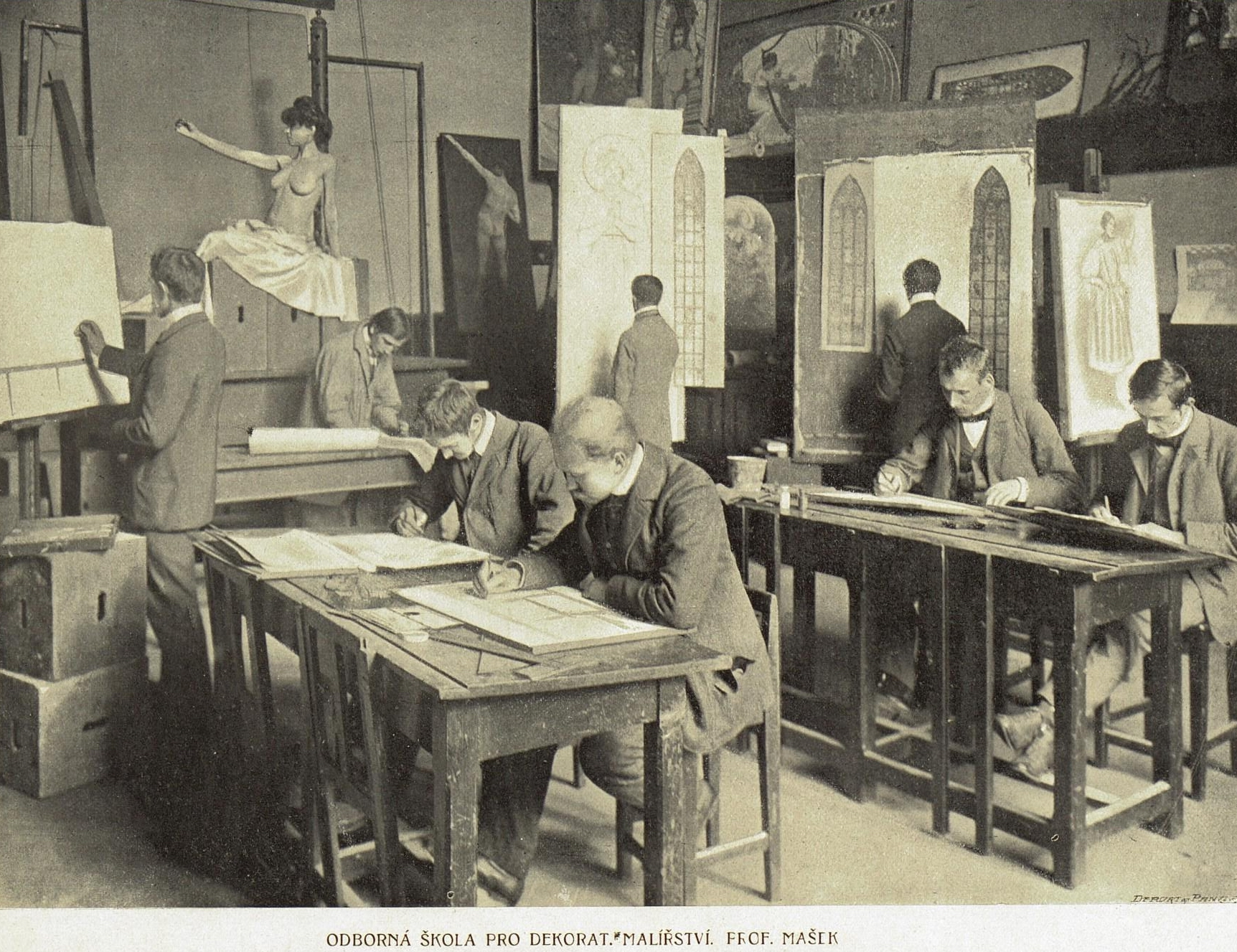
Ateliér K. V. Maška, Praha, (1905)
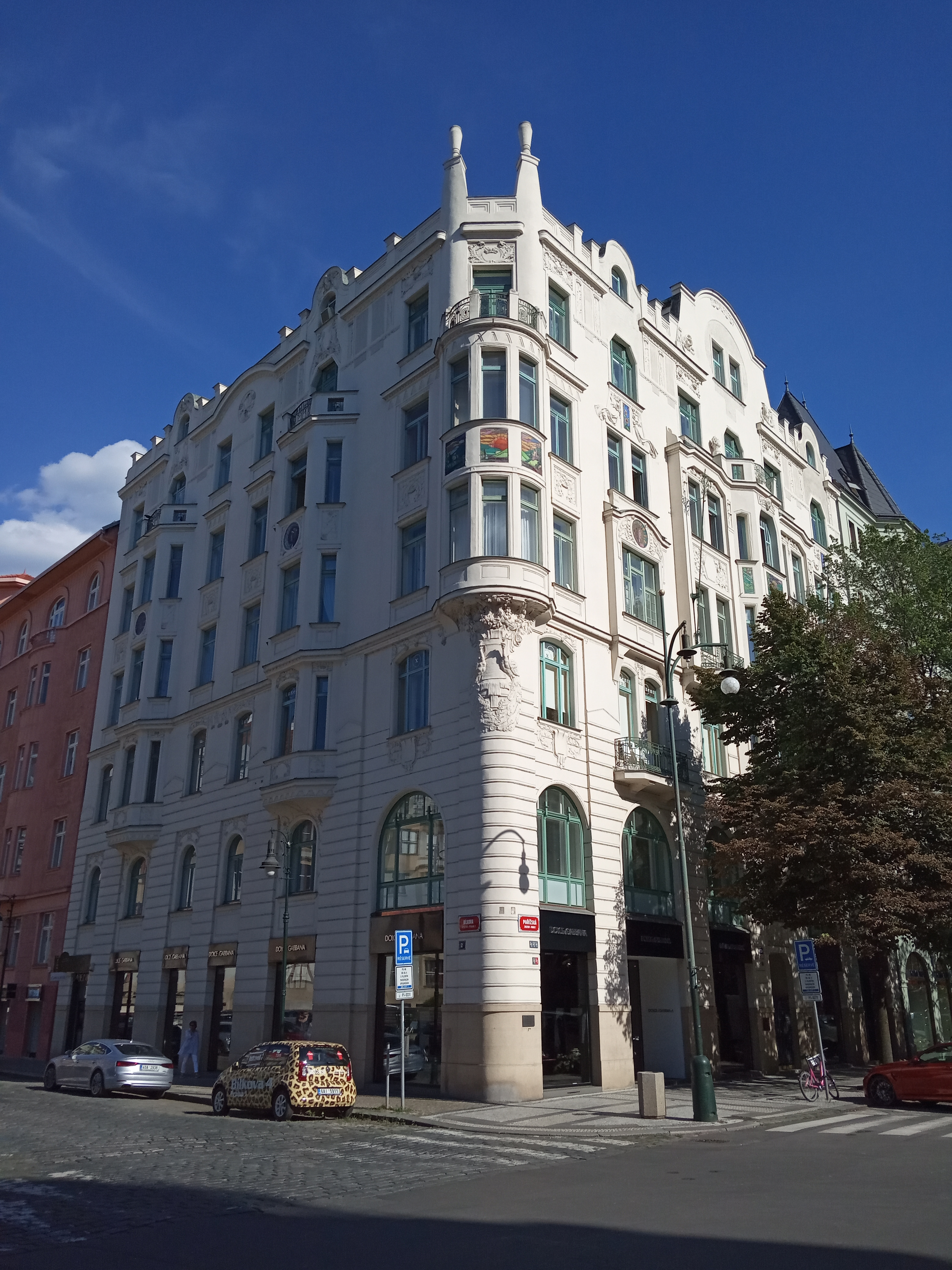
Činžovní dům Pařížská čp. 131
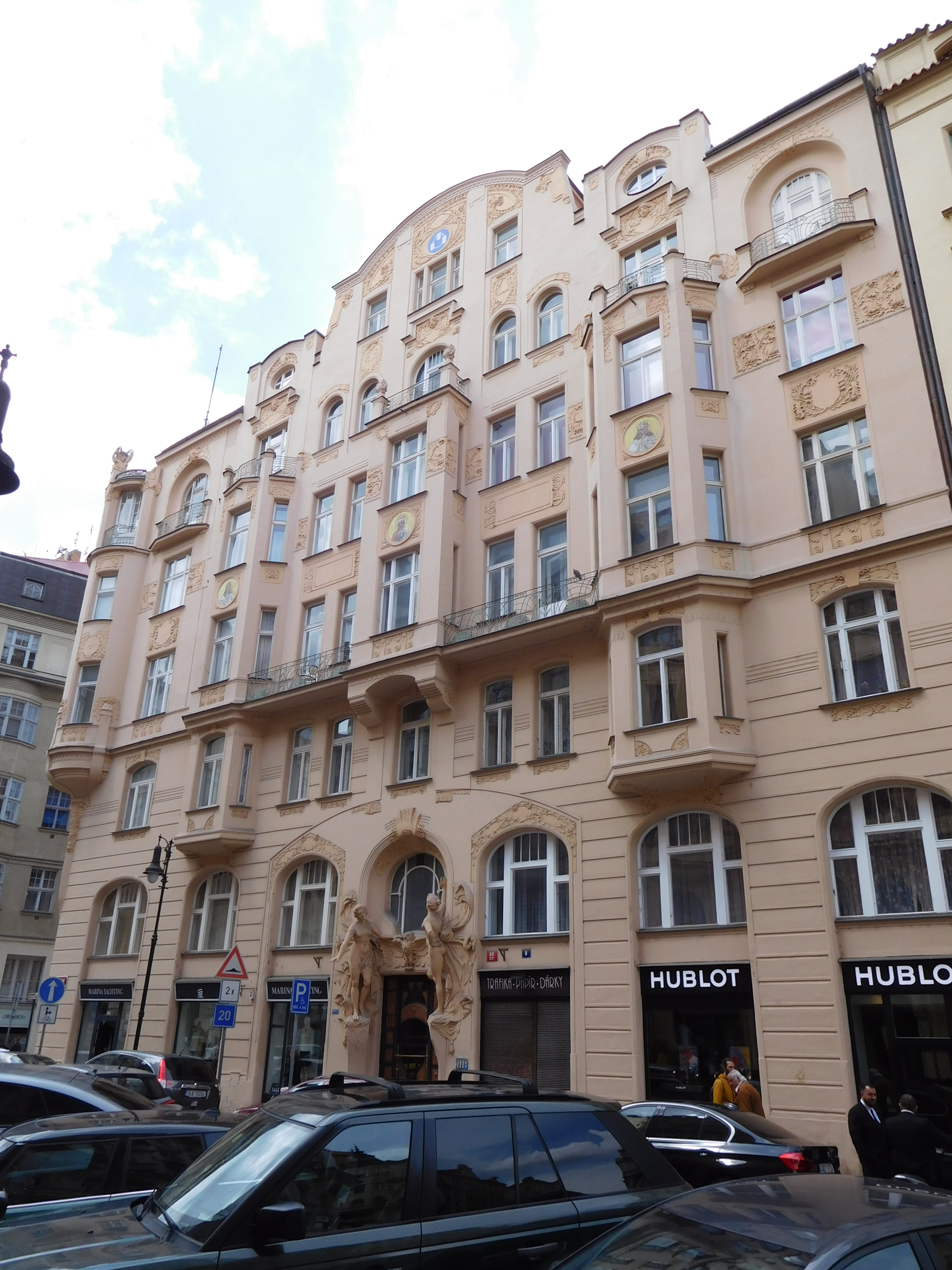
Činžovní dům Široká/Maiselova